# ダイナミック・カレンシー・コンバージョン
ダイナミック・カレンシー・コンバージョン (DCC: Dynamic Currency Conversion) は、顧客が海外発行のクレジットカードを利用して代金を支払う際に、その場で金額を顧客の自国通貨に換算して支払うことを可能とする決済サービスである。顧客にとっては、自国通貨への換算と決済（通常は翌日以降）までにレートが急激に変動する為替リスクを回避し、その場で自国通貨での支払金額を確定できるメリットがある。一方、DCCサービスを提供する業者（DCCプロバイダ）やアクワイアラ等にとっては、一定の手数料収入を得られるメリットがある。

## DCCの流れ
例として、日本のクレジットカード加盟店で米国発行のカードを持つ顧客が代金を支払う場合を想定する。以下のような流れでDCCサービスが実現される。
1. 店頭のクレジットカード決済端末によって、顧客の自国通貨を特定するための情報をカードから読み取る。その通貨が外貨（米ドル）の場合、以下のDCCの流れに入る。（加盟店の現地通貨と同じ（つまり日本円の）場合は従来と同様の決済が実施される。）
2. DCCプロバイダと呼ばれる業者にオンラインで動的(dynamic)に問い合わせ、その時点の日本円⇒米ドルの適用為替レート等の情報を取得する。
3. クレジットカード決済端末のディスプレイやレシート等に、元々の日本円での金額と、その場で換算した米ドルでの金額が表示される（適用レートやDCCの手数料率も合わせて表示される）。顧客はそれを見て、日本円建てで支払うか、米ドル建てで支払うかを選択する。
4. 米ドルを選択した場合、表示された米ドル建ての金額でオーソリゼーションを実施し、顧客にとっては自国通貨（米ドル）建ての金額での支払いが確定する。（日本円を選択した場合は従来と同様の決済が実施される。）

上記によるDCC取引の直後に急激な円高（ドル安）となった場合、アクワイアラは後日の加盟店との精算の際に損失を被ることとなる。加盟店との精算は従来と同様に元々の日本円での金額で実施するからである。（そのため、DCCサービスを利用しない通常の決済と比べて、DCCの通貨換算にかかる手数料は高く設定される場合が多い。）
日本発行のカードを持つ日本人がDCCサービスに対応している海外の加盟店で代金を支払う場合も同様で、現地通貨建ての金額とその場で換算した円建ての金額のいずれかを選択する。そして、DCC取引の直後に急激な円安となるリスクはアクワイアラが負うことになる。

## DCCによる収益
クレジットカード業界の収益の観点からDCCを見ると、通貨換算の手数料収入が、カード発行会社（イシュア）あるいは国際ブランド（Visa、MasterCard）から、DCCプロバイダやアクワイアラ（加盟店へのリベートが設定されている場合は加盟店も含む）へ移転することになる。このため以前はDCCサービス導入を阻止する動きもあったものの、現在ではブランドによる一定のレギュレーションの下で認められている。
一方で、顧客によるDCCについての理解、あるいは加盟店による顧客への説明が十分でないまま、DCCサービス（自国通貨建ての支払い）が選択されている場合もあり、割高な手数料による顧客の不利益を招いているという指摘もある。

## DCCサービスの事例
DCCサービスは、1996年にアイルランドのFEXCOが世界で初めて提供を開始した。海外ではDCCが普及しており、加盟店でのショッピングだけでなく、ATMでのキャッシングでもDCCサービスが展開されている。なお、DCCを利用できるカードのブランドは、当初はVisaとMasterCardのみであったが、現在は一部のDCCプロバイダではJCBも対応するようになった。
日本では、以下のような事例がある。いずれも海外で実績のあるDCCプロバイダと共同でのサービスとなっている。
- 2009年にユーシーカードとTravelexが、日本で最初のDCCサービス提供開始[5]
- 2013年に三井住友カード、九州カードと、NTTデータ、Global Blueが、NTTデータの決済サービス「CAFIS」を用いてDCCサービス開始[6]
- 2013年に三菱UFJニコスとFEXCOが、クラウド型決済システム（J-Mups）にてDCCサービス提供開始[7]
- 2017年にゆうちょ銀行が、一部海外発行カードにて現金を引き出す際にカード発行国通貨で決済金額を確定できるようになる[8]